# Erik Jørgensen Kroman
Erik Jørgensen Kroman (født 26. februar 1892 i Marstal, død 2. juni 1982) var en dansk historiker.

## Liv
Kroman tog studentereksamen i 1914 og var derefter bestyrer for en privat realskole i Faxe Ladeplads til 1918. I 1925 tog han embedseksamen i historie, dansk og engelsk. I 1930 blev han ansat i Rigsarkivet, hvor han var overarkivar fra 1956 til 1962.
Kroman redigerede flere kildeskrifter til dansk historie,
herunder udgivelsen af landskabslovene - Skaanske Lov, Jyske Lov og Valdemars sjællandske Lov - i værk-serien Danmarks gamle Landskabslove med Kirkelovene (1933-1961).
Han udgav to bøger om palæografi, Dansk Palæografi (1943) og Skriftens Historie i Danmark (1943), og underviste i skrifthistorie ved Københavns Universitet.